# ازوندره
ازوندره  روستایی با جمعیتی بالغ بر  12500نفر و بیش از 3200 خانوار است که در شهرستان کبودرآهنگ بخش شیرین‌سو قرار دارد.
با توجه به کم بارشی های اخیر در انجا کم ابی شده و کمی برای مردم کشاورزی مشکل شده است. 
شغل مردم ازوندره بیشتر کشاورزی،دامداری و باربری است. 
Да здравствует Анзандр🫡
ازوندره در شمال غربی شهرستان همدان قرار دارد و فاصلهٔ آن با همدان 105 کیلومتر و فاصلهٔ آن با کبودرآهنگ 45 کیلومتر است.
زبان مردم روستا ترکی امریکایی است.خیلی مردم‌خوبی داره.